# (281140) Trier
(281140) Trier est un astéroïde de la ceinture principale.

## Description
(281140) Trier est un astéroïde de la ceinture principale. Il fut découvert le 16 février 2007 à Taunus par Erwin Schwab et Rainer Kling. Il présente une orbite caractérisée par un demi-grand axe de 2,34 UA, une excentricité de 0,15 et une inclinaison de 3,7° par rapport à l'écliptique.

## Compléments